# 706

## Събития
- На 15 февруари по заповед на Юстиниан II бившите императори Тиберий и Леонтий са опозорени и обезглавени публично на хиподрума, а патриарх Калиник е низложен, ослепен и заточен.

## Родени
- Телериг

## Починали
- Леонтий, византийски император.
- Тиберий, византийски император.